# Vladimir Kovalëv
Vladimir Nikolaevič Kovalëv (in russo Владимир Николаевич Ковалёв?; 2 febbraio 1953) è un ex pattinatore artistico su ghiaccio sovietico, specializzato nel singolo.

## Palmarès
| Internazionali            | Internazionali | Internazionali | Internazionali | Internazionali | Internazionali | Internazionali | Internazionali | Internazionali | Internazionali | Internazionali | Internazionali |
| Evento                    | 1969–70        | 1970–71        | 1971–72        | 1972–73        | 1973–74        | 1974–75        | 1975–76        | 1976–77        | 1977–78        | 1978–79        | 1979–80        |
| ------------------------- | -------------- | -------------- | -------------- | -------------- | -------------- | -------------- | -------------- | -------------- | -------------- | -------------- | -------------- |
| Giochi olimpici invernali |                |                | 8°             |                |                |                | 2°             |                |                |                | R              |
| Campionati mondiali       |                |                | 3°             |                | 4°             | 2°             | 2°             | 1°             | 4°             | 1°             |                |
| Campionati europei        |                |                | 6°             |                | 4°             | 1°             | 2°             | 2°             | 2°             | 2°             | 3°             |
| Prize of Moscow News      | 2°             | 3°             | 2°             |                | 1°             | 1°             | 1°             | 1°             |                |                |                |
| Prague Skate              |                | 2°             |                |                |                |                |                |                |                |                |                |
| Universiadi               |                |                | 2°             |                |                |                |                |                |                |                |                |
| Nazionali                 |                |                |                |                |                |                |                |                |                |                |                |
| Campionati sovietici      | 5°             | 4°             | 1°             |                | 3°             | 3°             |                | 1°             | 2°             |                |                |
| R = Ritirato              |                |                |                |                |                |                |                |                |                |                |                |